# Thomas Hemenhale
Thomas Hemenhale († 21. Dezember 1338 in Hartlebury Castle) war ein englischer Ordensgeistlicher. Ab 1337 war er Bischof von Worcester.

## Herkunft und Aufstieg zum Bischof
Über die Herkunft und die Tätigkeit von Thomas Hemenhale vor seiner Wahl zum Bischof ist wenig bekannt. Er stammte angeblich aus Hempnall, das etwa 11 km südlich von Norwich liegt. Mehrere Angehörige seiner Familie sollen Ritter und Gutsbesitzer gewesen sein. Thomas Hemenhale soll zunächst Mönch in Eye Priory gewesen sein, einem kleinen Benediktinerkloster in Suffolk. Spätestens 1314 gehörte er dem Kathedralpriorat von Norwich an, doch bis etwa 1317 studierte er an der Universität Oxford. Anschließend diente er als Cellerar des Kathedralpriorats und beaufsichtigte die Güter, die dem Kloster gehörten. Nach dem Tod von Bischof John Salmon gehörte er im Juli 1325 der Delegation der Mönche an, die König Eduard II. um die Erlaubnis zur Wahl eines neuen Bischofs bat. Auf Vorschlag des Königs wählten die Mönche den königlichen Kanzler Robert Baldock, worauf der Papst die Wahl verwarf und stattdessen William Airmyn zum Bischof ernannte. Nach dem Tod von Airmyn wurde Hemenhale am 6. April 1336 vom Prior und den Mönchen des Kathedralpriorats zum neuen Bischof der Diözese Norwich gewählt. Noch ehe er die königliche Bestätigung der Wahl erhalten hatte, reiste Hemenhale zur Kurie nach Avignon, um die päpstliche Bestätigung der Wahl zu erhalten. Papst Benedikt XII. hatte aber andere Pläne. Er drängte Hemenhale dazu, auf das Amt zu verzichten und ernannte stattdessen am 14. März 1337 Antony Bek zum Bischof, der schon seit mehreren Jahren in Avignon lebte. Am gleichen Tag ernannte der Papst Simon Montagu, den Bischof von Worcester, zum neuen Bischof der ebenfalls vakanten Diözese Ely. Zum neuen Bischof der nun vakanten Diözese Worcester ernannte der Papst Hemenhale. Am 30. März 1337 wurde er in Avignon vom Papst zum Bischof geweiht. Für seine Weihe musste Hemenhale dem Papst eine Gebühr von 2000 Florin zahlen.

## Tätigkeit als Bischof
Noch von Avignon aus ernannte Hemenhale am 3. April 1337 Prior Wulstan Bransford, Andrew Offord und Stephen Kettlebury zu Generalvikaren der Diözese und erteilte ihnen weitreichende Vollmachten. Anfang Juli kehrte er nach England zurück, wo er am 6. Juli vor dem Hochaltar der Kathedrale von Canterbury dem Metropoliten, Erzbischof John Stratford den Gehorsamseid leistete. Der englische König Eduard III. war über die Ernennung von Hemenhale zum Bischof verärgert, da sie ohne seine Zustimmung erfolgt war. In der Kapelle des White Tower zwang er ihn, einige Absätze seiner päpstlichen Ernennungsurkunde zu widerrufen, da sie Vorrechte der Krone nicht berücksichtigen würden. Dazu bestrafte er Hemenhale für seine Kühnheit, sich ohne königliche Zustimmung zum Bischof ernennen zu lassen, mit einer Geldstrafe in Höhe von 1000 Mark. Diese sollte er in Raten von je £ 100 zahlen. Noch von London aus ernannte Hemenhale Simon Cromp zum neuen Sakristan des Kathedralpriorats. Dazu beauftragte er den Prior und drei weitere Mönche, auch Beichten abzunehmen, die eigentlich dem Bischof vorbehalten waren. Am 5. August 1337 ernannte Robert Stratford, der Archidiakon von Canterbury, Henry Cokham zu seinem Vertreter, um Hemenhale zu inthronisieren. Wann Hemenhale inthronisiert wurde, ist allerdings unbekannt. Am 21. August erließ der König durch Letters Patent eine Anordnung, nach der Hemenhale am 9. September eine Diözesanversammlung in Evesham abhalten sollte. Auf dieser Versammlung sollte der Bischof die Geistlichen über die Rolle der Kirche und die Verteidigung des Reiches während des Kriegs mit Frankreich informieren.
Am 22. August 1338 übergab Hemenhale auf dem bischöflichen Gut von Hartlebury das Urkundenregister seines Vorgängers Montagu an seinen Archivar Henry Playforde. Playforde vermerkte in einer Urkunde, dass eine solche Übergabe seinem Wissen nach zum ersten Mal in der Diözese Worcester erfolgte. Nach den wenigen Einträgen in seinem eigenen Urkundenregister übernahm Hemenhale gewissenhaft seine Aufgaben. Er nahm mehrmals Priesterweihen vor, dabei weihte er am 6. Juni 1338 in Tewkesbury Abbey etwa 613 Priester, Diakone und Akolythen. Er schaffte es aber offenbar nicht mehr, eine Visitation seiner Diözese durchzuführen, denn er starb bereits Ende 1338 auf seinem Gut in Hartlebury. Er wurde vermutlich in der Jesus-Chapel am nördlichen Seitenschiff der Kathedrale von Worcester beigesetzt.